# The Last Detective
The Last Detective is een Engelse politieserie die op de Engelse televisie werd uitgezonden van 2003 tot en met 2007 met Peter Davison als DC Dangerous Davies in de hoofdrol. Davies is een beschaafde man in een misdadige wereld, het tegengif voor de meer gewelddadige series. In Nederland heeft de KRO tot nu toe alleen de vierde en laatste serie uitgezonden.

## Verhaal
Agent Davies werkt bij de recherche. Hij is het pispaaltje van zijn ploeg die zich verheven voelt boven de soms wat klunzige Davies. Niet alleen krijgt Davies altijd de tijdrovende en saaie klusjes, maar ook wordt hij weggehouden van de echt grote zaken als moord en verkrachting. Als ultieme vernedering noemen zijn collega’s hem ‘Dangerous’, juist om aan te geven dat Davies absoluut niet gevaarlijk is. Davies is echter allesbehalve incompetent. Hij is bescheiden en verlegen, maar ook een goede politieman die zich vastbijt in elke zaak die hij krijgt. Vaak leidt het gedegen speurwerk van Davies in de kleinere zaakjes die hij mag oplossen tot grote zaken. In de vier series groeit bij zijn collega’s langzaam het respect voor Davies. Met name zijn door alcoholproblemen geplaagde chef ziet al snel dat hij Dangerous ten onrechte onderwaardeert. In de privésfeer heeft Davies een uiterst problematisch huwelijk met Julie. De laatste is een stuk ambitieuzer dan Dangerous en vindt het maar niets dat haar man optrekt met de veelal werkeloze Mod. Mod is een vriend van Davies die meer in de kroeg zit dan dat hij werkt. Op zeker moment wordt Davies zelfs het huis uitgezet en trekt hij in bij Mod. Later als het weer goed is tussen Julie en Dangerous raakt Mod zijn huis kwijt en trekt vervolgens in bij Dangerous. Rust vindt de geplaagde ‘last detective’ bij het uitlaten van zijn gigantische hond.

## Productie
De serie is gebaseerd op de boeken van de Britse schrijver Leslie Thomas en werden geproduceerd door Granada Television. In totaal zijn er 17 afleveringen gemaakt, inclusief de pilotaflevering. Tot en met het derde seizoen duurde elke aflevering zeventig minuten, in het laatste seizoen duurden de afleveringen negentig minuten. De hoofdrol in de serie werd gespeeld door de Engelse acteur Peter Davison. Davison werd geboren als Peter Moffett op 13 april 1951. Hij is bekend door zijn rol van Tristan Farnon in de bekende televisieserie All Creatures Great and Small en door zijn rol als Dr. Who in de gelijknamige serie. In 1981 werd er al een speelfilm gemaakt naar de boekenserie onder de titel “The Last Detective” met Bernard Cribbins in de hoofdrol.

## Acteurs
- Peter Davison als DC Dangerous Davies
- Sean Hughes als Mod
- Emma Amos als Julie Davies
- Rob Spendlove als DI Aspinall
- Charles De'Ath als DS Pimlott
- Billy Geraghty als DC Barrett
- Vineeta Rishi als PC Zsa Zsa Kapoor

## Afleveringen
Seizoen 1
- Pilot
- Moonlight
- Tricia
- Lofty

Seizoen 2
- Christine
- The long Bank holiday
- Benefit to mankind
- Dangerous and the lonely hearts

Seizoen 3
- Friend reunited
- Towpaths of glory
- Three steps to Hendon
- Willisden Confidential

Seizoen 4
- Once upon a time on the Westway
- Dangerous Liaisons
- A funny thing happened on the way to Willisden
- The man from Montevideo
- The dead peasants society